# دفيئة زراعية

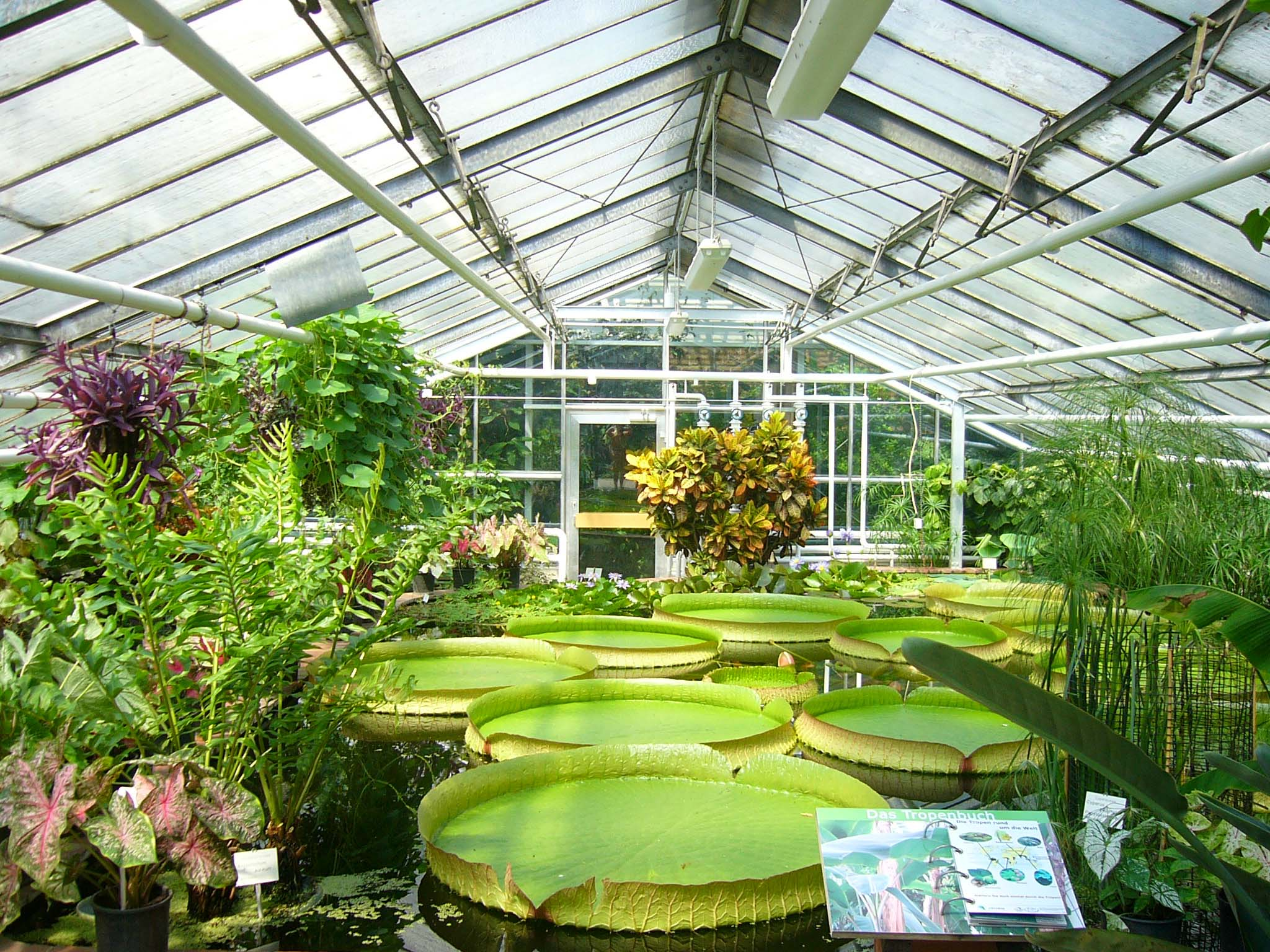
دفيئة زجاجية من الداخل

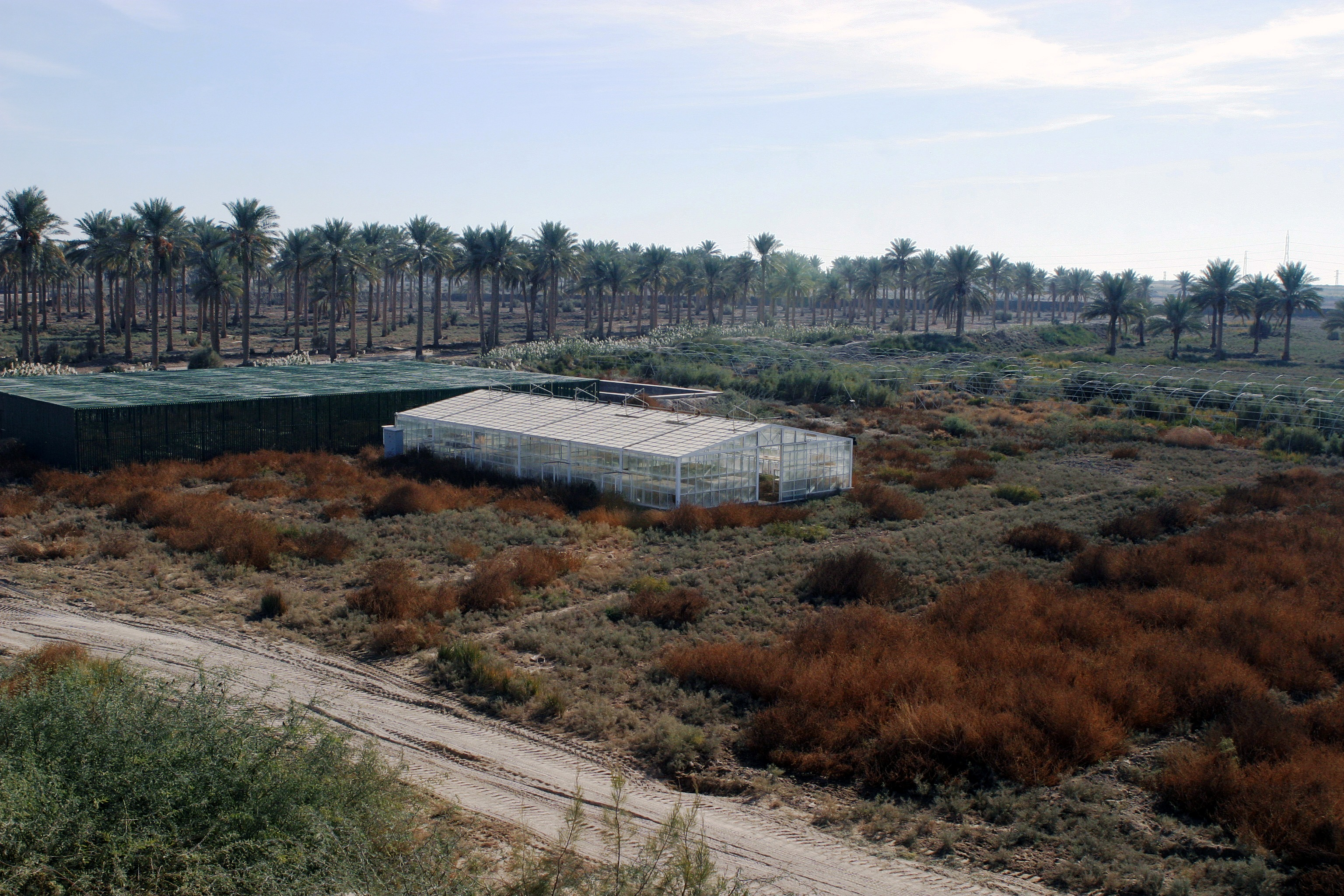
بيت زجاجي بالقرب من الرمادي - العراق.

البيوت الزجاجية أو الدفيئة (في الشام) أو الصوبة (في مصر وليبيا) وهي عبارة عن غرف أو بيوت أو خيم مصنوعة من مواد شفافة منفذة لأشعة الشمس، وتكون أحياناً ذات هيكل معدني أو خشبي تزرع بداخلها النباتات في درجات حرارة ورطوبة يمكن تنظيمها، لتوفير مناخ دافئ بداخلها بغرض زراعة أنواع من النباتات التي تحتاج إلى مثل هذا المناخ.

## آلية العمل
تدخل أشعة الشمس حاملة حرارتها إلى داخل الدفيئات الزجاجية، ومن ثم لا تتسرب الحرارة خارجها بنفس المعدل «يشبه ظاهرة الاحتباس الحراري»، مما يؤدي إلى ارتفاع درجة الحرارة داخل الدفيئة. وتتراوح أحجام الدفيئات بين غرف صغيرة لا تحتاج إلى تدفئة خاصة تتسع لعدد قليل من النباتات إلى خيم متسعة قد تشمل بضعة أفدنة تدفأ صناعياً، حيث تربى فيه الأزهار أو أشجار الفاكهة لتزهر وتثمر في غير مواسمها؛ وتستعمل الآن بكثرة لتربية النباتات وزراعة الفاكهة والخضراوات. ويسمى هذا النوع من الزراعة بالزراعة المحمية.
يوجد في جنوب غرب بريطانيا قباب خاصة تسمى (بيومس)، حيث تضبط فيها درجة الحرارة والرطوبة بدقة. تشبه قباب البيومس البيوت الزجاجية العملاقة، وإحداها هي قبة الرطوبة الاستوائية، التي تعد أضخم بيت زجاجي في العالم، إذ يصل ارتفاعها إلى أكثر من 55 متر وطولها 200 متر، وتحتوي على آلاف من النباتات الغريبة التي توجد في بريطانيا.

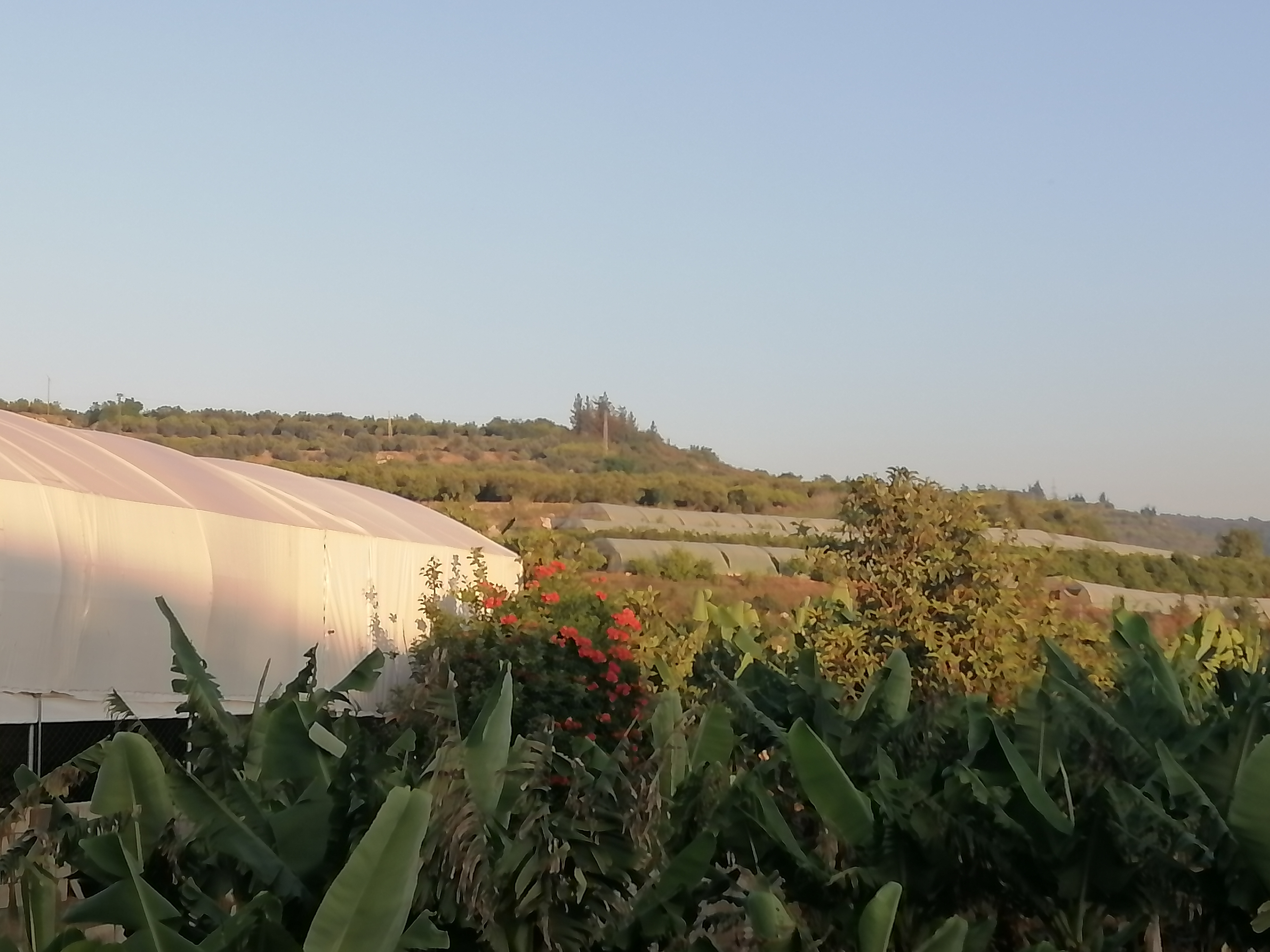
بيوت دفيئة زراعية مصنوعة من البلاستك في جنوب لبنان

## الاستخدامات
تسمح الصوبات الزراعية بتحكم أكبر في البيئة المتنامية للنباتات. اعتمادًا على المواصفات الفنية لبيت زجاجي، تشمل العوامل الرئيسية التي يمكن التحكم فيها درجة الحرارة ومستويات الضوء والظل والري واستخدام الأسمدة والرطوبة الجوية. يمكن استخدام البيوت الزجاجية للتغلب على أوجه القصور في الصفات المتزايدة لقطعة من الأرض، مثل موسم نمو قصير أو مستويات إضاءة ضعيفة، وبالتالي يمكنها تحسين إنتاج الغذاء في البيئات الهامشية. تستخدم البيوت المظللة على وجه التحديد لتوفير الظل في المناخات الحارة والجافة.
نظرًا لأنها قد تتيح زراعة محاصيل معينة على مدار العام، تزداد أهمية البيوت الزجاجية في الإمداد الغذائي لبلدان خطوط العرض العليا. يقع أحد أكبر المجمعات في العالم في الميريا، الأندلس، إسبانيا، حيث تغطي البيوت الزجاجية ما يقرب من 200 كيلومتر مربع (49000 فدان).
غالبًا ما تستخدم البيوت الزجاجية لزراعة الزهور والخضروات والفواكه وزراعة النباتات. تستخدم أنواع الدفيئة الخاصة لبعض المحاصيل، مثل الطماطم، بشكل عام للإنتاج التجاري.
يمكن زراعة العديد من الخضروات والزهور في البيوت البلاستيكية في أواخر الشتاء وأوائل الربيع، ثم زرعها في الخارج مع ارتفاع درجة حرارة الطقس. يمكن أيضًا استخدام رفوف علبة البذور لتكديس صواني البذور داخل الدفيئة لزرعها في الخارج لاحقًا. يمكن استخدام الزراعة المائية (خاصة إطارات A للزراعة المائية) لتحقيق أقصى استفادة من المساحة الداخلية عند زراعة المحاصيل حتى تنضج داخل الدفيئة.
يمكن استخدام النحل كملقحات للتلقيح، ولكن تم أيضًا استخدام أنواع أخرى من النحل، بالإضافة إلى التلقيح الاصطناعي.

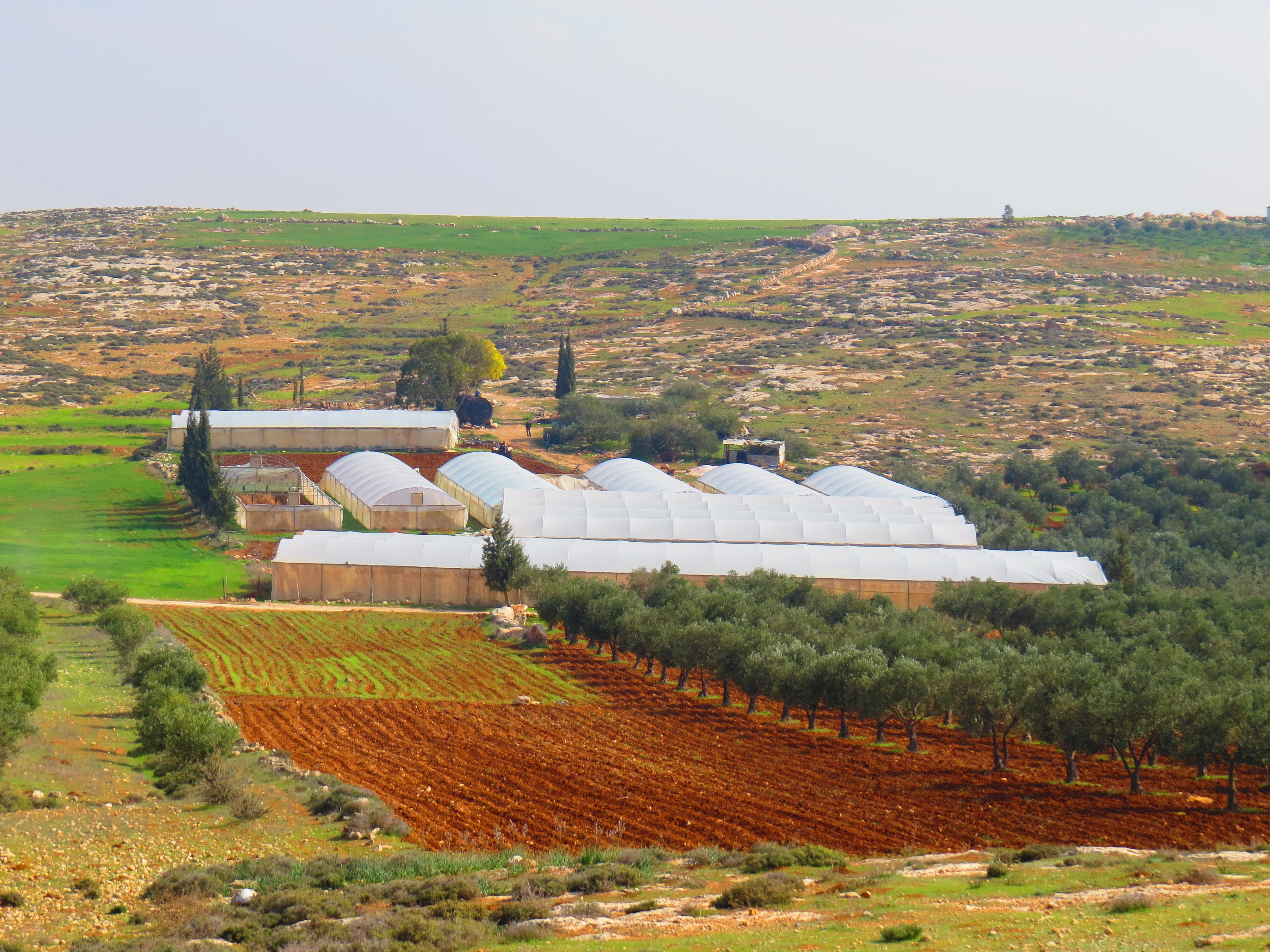
الدفيئات الزراعية في جنوب الضفة الغربية

البيئة المغلقة نسبيًا لبيت زجاجي لها متطلبات إدارة فريدة خاصة بها، مقارنة بالإنتاج الخارجي. يجب السيطرة على الآفات والأمراض ودرجات الحرارة والرطوبة الشديدة، والري ضروري لتوفير المياه. تستخدم معظم البيوت الزجاجية الرشاشات أو خطوط التنقيط. قد تكون هناك حاجة إلى مدخلات كبيرة من الحرارة والضوء، خاصة مع إنتاج الشتاء للخضروات في الطقس الدافئ.
البيوت الزجاجية لها تطبيقات خارج الصناعة الزراعية. تقوم شركة جلاسبوينت سولار، الواقعة في مدينة فريمونت بولاية كاليفورنيا، بإرفاق حقول الطاقة الشمسية في البيوت البلاستيكية لإنتاج البخار لاستخلاص النفط باستخدام الطاقة الشمسية. على سبيل المثال، في تشرين الثاني (نوفمبر) 2017، أعلنت جلاسبوينت أنها تطور منشأة لاستخلاص النفط المعزز بالطاقة الشمسية بالقرب من بيكرسفيلد، كاليفورنيا تستخدم البيوت الزجاجية لتطويق أحواضها المكافئة.
«منزل جبال الألب» عبارة عن دفيئة متخصصة تستخدم لزراعة نباتات جبال الألب. الغرض من منزل جبال الألب هو محاكاة الظروف التي تنمو فيها نباتات جبال الألب؛ خاصة لتوفير الحماية من الظروف الرطبة في فصل الشتاء. غالبًا ما تكون منازل جبال الألب غير مدفأة، نظرًا لأن النباتات المزروعة هناك شديدة التحمل، أو تتطلب على الأكثر حماية من الصقيع الشديد في الشتاء. وهي مصممة لتتمتع بتهوية ممتازة.

## اقرأ أيضًا
- مزرعة رأسية.
- زراعة في الماء.
- الزراعة المحمية.